# Laïcat
|  | No s'ha de confondre amb Laïcisme. |

En les organitzacions religioses, el laïcat està format per tots els membres que no formen part del clergat, normalment inclosos els membres no ordenats d'ordes religiosos.
Els termes laic i laica (del grec antic λαϊκός, laikós - algú del poble de l'arrel λαός, laós - poble) poden tenir dos sentits:
1. Quan van dirigides a persones, és una paraula que apareix primerament en un context cristià. Sobretot el Concili Vaticà II va impulsar el redescobriment d'aquesta paraula per a indicar als fidels que no són membres del clergat, pertanyen al laïcat.
2. Quan van dirigides a institucions, indiquen que no estan subjectes a cap religió, i no imposen les seves normes o valors morals. Així, per exemple, es parla d'Estats laics o d'escola laica. Aquest fet d'apartar la religió de les institucions és degut, principalment, al laïcisme.